# 1291 Phryne
Az 1291 Phryne (ideiglenes jelöléssel 1933 RA) a Naprendszer kisbolygóövében található aszteroida. Eugène Joseph Delporte fedezte fel 1933. szeptember 15-én, Uccleban.